# Marie-Josée Neuville
Pour les articles homonymes, voir Neuville.
Josée Deneuville, dite Marie-Josée Neuville, née le 10 janvier 1938 à Paris 6e et morte le 1er juillet 2023 à Orsay,, est une chanteuse, comédienne et animatrice de radio et de télévision française.

## Biographie
Dès l'âge de douze ans, Marie-Josée Neuville s'accompagne à la guitare, et monte sur le podium du Salon de l'Enfance. En 1955, alors âgée de 17 ans, Marie-Josée vit avec sa mère à Paris et compose des chansons, inspirée par Georges Brassens. En juin 1955 elle se présente à un concours d'amateurs organisé dans le cadre de la Kermesse aux étoiles. Elle y défend sa première chanson Johny Boy et, face à 800 concurrents, y décroche le 1er prix.
Elle enregistre fin 1955 son premier single (45 et 78 tours) (notamment Johny Boy et Une guitare, une vie) chez Pathé-Marconi et devient « la Collégienne de la chanson » (Marie-Josée aura alors l'obligation par Pathé-Marconi de porter des nattes en public jusqu'en 1958). Elle compose elle-même ses chansons, qu'elle chante en s'accompagnant à la guitare.
Ayant remporté un autre concours réservé aux auteurs-compositeurs de chansons, cela lui permet de passer en supplément de programme à l'Olympia en mars 1956. Elle y chante quatre chansons, dont Le Monsieur du métro : cette chanson, ayant choqué à la fois le public et son directeur artistique, fait que le lendemain la photo de Marie-Josée Neuville figure dans tous les journaux, et la fait devenir célèbre du jour au lendemain. Elle fait la couverture de Paris Match no 363 du samedi 24 mars 1956. On l'entend sur les ondes, son succès envahit les collèges et les lycées.
Elle se produit de nouveau à l'Olympia en octobre 1956, puis dans le programme de Charles Aznavour en mars 1957, et son 2e 33 tours sort en octobre 1957. La censure critique alors les deux dernières chansons (Le Monsieur du Métro et Nativité), qui sont jugées osées : elles sont interdites de diffusion par le Comité d'Écoute.
En 1958, Marie-Josée donne des concerts à l'étranger (notamment au Maroc), et assure la première partie des Platters à l'Olympia. Son contrat avec Pathé-Marconi ayant pris fin, et souhaitant depuis longtemps se défaire de son image de fraîcheur et de candeur, elle se présente alors au public de l'Olympia avec un tout nouveau look : sans ses fameuses nattes, et maquillée, avec des talons hauts et une robe moulante. Le public et la critique sont très déçus, c'est un fiasco.
Le 24 janvier 1961, elle se marie avec Gérard Herzog, homme de télévision et écrivain, et comme elle passionné d'alpinisme. Ils auront trois enfants : Valérie (1961), Rafaële (1962) et Lionel (1964). Un 3e 45 tours sort cette même année.
Elle part en tournée au Québec (1962), au Gabon (1963). Durant cette période, Marie-Josée devient comédienne et animatrice de radio.
En 1963, elle joue dans un feuilleton diffusé sur Europe 1 intitulé Cécilia médecin de campagne (aux côtés de Françoise Soulié, Raymond Asso et Roger Dumas, et adapté pour la radio par Gérard Sire). Marie-Josée Neuville y chante Ça va, java ? et La Maison, ainsi qu'une chanson intitulée Pénélope, et avec le chanteur Ricet Barrier La Leçon de charme (sur l'air du Mariage des oiseaux). La même année, sur Radio Luxembourg (aujourd'hui RTL), elle est une des protagonistes[pas clair] de l'émission Jeunesse d'hier et d'aujourd'hui présentée par Gérard Sire.
En 1967, sous la direction de son mari Gérard Herzog, Marie-Josée joue dans La Grande Crevasse, un film sur l'alpinisme basé sur un récit de Roger Frison-Roche.
En 1969, elle est l'héroïne dans la série télévisée Commedia, une émission d'improvisation. À partir de 1969, elle participe également à l'émission de télévision Les Animaux du monde, magazine des animaux avec François de La Grange.
En 1972, elle joue le personnage d'Hélène dans le téléfilm Ossicum 12, réalisé par Gérard Herzog.
En 1978, elle joue dans le téléfilm Les Palmiers du métropolitain, réalisé par Youri.
Elle est animatrice sur Europe 1 (avec Patrick Topaloff), sur France Inter (avec Jean-Michel Desjeune), et sur RTL (avec Michel de Saint-Pierre).
En 1979, elle publie un roman intitulé La Source perdue chez Gallimard. Elle vit à ce moment-là en Vallée de Chevreuse. À l'occasion de la parution de son roman, Pathé-Marconi produit un 33 tours de ses principaux succès.
En 1980 et 1981, elle tourne dans le téléfilm La Voie Jackson de son mari Gérard Herzog, tiré du roman éponyme. Elle y joue le rôle principal, aux côtés de Guy Marchand, Patrick Floersheim, Sami Frey et Edward Meeks.
En 1980, elle enregistre onze chansons qui ne seront pas publiées. Ce sera finalement en 1998 que le disque Couleur sépia, contenant ces onze chansons ainsi que quatre nouvelles, est publié. La même année, François-Régis Barbry réalise un coffret de deux CD produit par Rym Musique.
En 2011, l'intégrale de ses chansons enregistrées chez Pathé de 1956 à 1962 est rééditée en coffret par le label Marianne Mélodie.

## Discographie

### Supers 45 Tours
- Pathé EG 174 M : Une guitare, une vie / Les Petites Pestes / Gentil camarade / Johny Boy (février 1956)
- Pathé EG 219 : Le Monsieur du métro / On voudrait, on n'peut pas / Par derrière et par devant / Dix-huit ans (1956)
- Pathé EG 278 : Le Petit Danois / Ma grand-mère / Le Petit Prince / Dans les trains, dans les gares (1957)
- Pathé EG 297 M : Le Cheval de mine / Fripon / Un grand verre / J'aurais aimé être un garçon (novembre 1957)
- Pathé EG 439 : Je veux rire / Toi qui es jeune / Tirée par les cheveux / Je ne t'aimerai jamais (1959)
- Pathé EG 484 : La Dérive / Le Château / Dans la cave / Les Œufs du marquis (1959)
- Pathé EG 554 : Tout recommence / Le Petit Rayon / Un petit tour dans les bois / Tant d'amour (1961)
- Pathé EG 612 : Des pas dans la nuit / Ça va java / La Maison / Le Voltigeur (1962)
- Barclay 70.846 M : Le Garçon que j'attends / On fait semblant / Pointe pelouse / Chanson naïve (1965)
- Barclay 71.052 (single) : Les Poissons du Luxembourg / La Montagne maudite (1966)

### Microsillons 33 tours, 25 cm et 30 cm
- Pathé AT 1073 (25 cm) : La Collégienne De La Chanson : Johny Boy / Gentil camarade / Ma grand-mère / Le Petit Danois / La Croisade des enfants / Une guitare, une vie / Le Mariage des oiseaux / Les Petites Pestes / Crédulité / Meunier, meunier (1956)
- Pathé AT 1083 (25 cm) : La Collégienne De La Chanson No 2 : Le Monsieur du métro / Dix-huit ans / Nativité / Dans les trains, dans les gares / Le Petit Prince / Par devant ou par derrière / Madeleine des Pyrénées / À Waterloo / On voudrait... on n'peut pas / Mes vrais amis (1956)
- Pathé AT 1102 (25 cm) : Les Dernières Chansons De Marie-Josée Neuville : Le Cheval de mine / Mon petit frère / J'aurais aimé être un garçon / J'aime pleurer au cinéma / Pas de printemps / Un grand verre / La Fille de ta vie / Film à fabriquer / Fripon / Prière d'un mauvais garçon (1957)
- Pathé AT 1116 (25 cm) : Les 20 ans De Marie-Josée Neuville (enregistré en public à l'Olympia en septembre 1958) : Tirée par les cheveux / Dis-moi, mon ami / Je ne t'aimerai jamais / J'aurai aimé être un garçon / Te regarder dormir / Toi qui es jeune / Je veux rire / Les Mots de tes chansons (1958)
- Pathé ATX 122 (30 cm) : Sur Deux Nattes : Johnny Boy / Dix-Huit Ans / Gentil Camarade / Nativité / Le Petit Danois / Dans Les Trains, Dans Les Gares / La Croisade Des Enfants / Une Guitare, Une Vie / Le Petit Prince / Les Petites Pestes / À Waterloo / Crédulité / Mes Vrais Amis / Le Mariage Des Oiseaux (1956)
- Pathé Canada PAM 67.011 (30 cm) : Avec Et Sans Nattes : Par derrière ou par devant / Toi qui est jeune / Fripon / Meunier, meunier... / Tirée par les cheveux / Pas de printemps / Le monsieur du métro / Ma grand-mère / Je veux rire / Le cheval de mine / Je ne t'aimerai jamais / Mon petit frère (1959)
- Pathé Canada PAM 67.027 (30 cm) : Sur Deux Nattes : Johnny Boy / Dix-Huit Ans / Gentil Camarade / Nativité / Le Petit Danois / Dans Les Trains, Dans Les Gares / La Croisade Des Enfants / Une Guitare, Une Vie / Le Petit Prince / Les Petites Pestes / A Waterloo / Crédulité / Mes Vrais Amis / Le Mariage Des Oiseaux (1960)
- Pathé Canada PAM 67.098 (30 cm) : Tout Recommence : Tout recommence / Le Petit Rayon / Un Petit Tour Dans Les Bois / Tant D'Amour / Dans La Cave / Les Œufs Du Marquis / Des Pas Dans La Nuit / Ça Va Java / La Maison / Le Voltigeur / La Dérive / Le Château (1963)

### Disques compacts
- Intégrale Pathé Marconi 1955-1957 (CD EMI Platine ref. 8278432 PM 520, 1994, 30 titres)

Une guitare, une vie / Les Petites Pestes / Gentil camarade / Johny Boy / Le Petit Danois / Ma grand-mère / La Croisade des enfants / Le Mariage des oiseaux / Crédulité / Meunier, meunier / Le Monsieur du métro / On voudrait... on n'peut pas / Par derrière ou par devant / Dix-huit ans / Le Petit Prince / Dans les trains, dans les gares / À Waterloo / Madeleine des Pyrénées / Nativité / Mes vrais amis / Le Cheval de mine / Fripon (Chanson morte) / Un grand verre / J'aurais aimé être un garçon / Mon petit frère / Prière d'un mauvais garçon / Pas de printemps / J'aime pleurer au cinéma / La Fille de ta vie / Film à fabriquer.
- 2 CD Podis Rym Musique (ref. 1919532 PY 926, 1998, 37 titres)

Johny Boy / Gentil camarade / Une guitare, une vie / Les Petites Pestes / Le Mariage des oiseaux / Crédulité / Le Petit Prince / Ma grand-mère / Meunier, meunier / La Croisade des enfants / Le Monsieur du métro / Dans les trains dans les gares / Nativité / À Waterloo / Le Cheval de mine / J'aime pleurer au cinéma / On voudrait... on n'peut pas / J'aurai aimé être un garçon / Le Petit Danois / Dix-huit ans / Par derrière ou par devant / Film à fabriquer / Madeleine des Pyrénées / Toi qui es jeune / On fait semblant / Le Garçon que j'attends / Pointe pelouse / Chanson naïve / Les Œufs du marquis / Le Voltigeur / Un petit tour dans les bois / La Maison / Tout recommence / Des pas dans la nuit / Ça va java / Dans la cave / La Dérive.
- Couleur sépia (CD Podis Rym Musique ref. 1970462 PY 900, 1998, 15 titres)

Johny Boy Song / On retombe en enfance / Schubert / À pleurer / La Fille à soldat / Il fait froid dehors / Les Toits des villes / La Page arrachée/ La Bergère / L'Éléphant / Jackson / Denver / L'Escaut / Commedia / Le Tour de la France.
- Marie-Josée Neuville, la Collégienne de la chanson (Intégrale Pathé 1955-62) (CD Marianne Mélodie Musique ref. 7868.144, 2010, 49 titres)

### Chansons reprises par d'autres interprètes
- 1961 : Les 3 Horaces : Commedia, Super 45 tours Unidisc EX 45 153 M
- 1961 : Denise Benoit : Le Petit Tour Dans Les Bois, Super 45 tours Fontana 460.766 ME